# U 650 (U-Boot)
U 650 war ein U-Boot vom Typ VII C der deutschen Kriegsmarine.

## Zugehörigkeit und Kommandanten
Die Kiellegung erfolgte am 9. Januar 1942 bei Blohm & Voss. Nach dem Stapellauf am 11. Oktober 1942 wurde das Boot am 26. November 1942 in Dienst gestellt und der 11. U-Flottille zugeteilt. Der Kommandant war zunächst Oblt. z.S. Ernst von Witzendorf, dann ab 1944 Oberleutnant zur See Rudolf Zorn. Die Besatzung bestand aus 47 Mann.

## Erfolglose Jagd
Im Frühling 1943 gehörte U 650 zur U-Bootgruppe "Star", die zur Jagd auf alliierte Geleitzüge im Nordatlantik eingesetzt war. Kommandant von Witzendorf sichtete Ende April den westwärts gehenden Geleitzug ONS-5, der sich südlich von Island durch schweres Wetter kämpfte. U 650 übernahm die in der Rudeltaktik definierte Rolle des Fühlungshalters und führte über ein Dutzend weiterer U-Boote an diesen Geleitzug heran. Bei den nun folgenden Angriffen auf den Geleitzug musste die U-Bootgruppe schwere Verluste hinnehmen, ohne selbst Erfolge zu erzielen. Kommandant von Witzendorf attackierte einen Zerstörer, traf aber nicht. Im Sommer desselben Jahres wurde U 650 auf dem Rückmarsch zum Stützpunkt von einer B 24 entdeckt und mit einer Wasserbombe attackiert, deren Detonation das Boot so schwer beschädigte, dass es durch eine Eskorte der Luftwaffe zurück in den Hafen Saint-Nazaire geleitet werden musste und den dortigen U-Boot-Stützpunkt erst im Januar 1944 wieder verlassen konnte.

## Aufgabe der französischen Stützpunkte
Das Vordringen der alliierten Streitkräfte in die Bretagne machte im Sommer 1944 die Aufgabe der U-Bootstützpunkte an der französischen Atlantikküste notwendig. U 650 war eines der U-Boote die Munition und Versorgungsgüter zu den eingeschlossenen Stützpunkten in La Pallice und Lorient brachten. Danach wurde das Boot nach Norwegen beordert, um sich in Bergen der dort neu angesiedelten 11. U-Flottille anzuschließen. Das Boot, unter seinem neuen Kommandanten Oblt. z. S. Rudolf Zorn, erreichte Bergen als eines der wenigen zu dieser Zeit dorthin beorderten Boote nach 32-tägiger Fahrt.

## Verbleib
Von seinem neuen Stützpunkt Bergen aus ging U 650 Anfang Dezember wieder auf Feindfahrt. Das Einsatzgebiet – die Küste vor Cherbourg – erreichte das Boot jedoch nicht. Es verschwand spurlos und galt lange Zeit als verschollen, bei dem Versuch in den Ärmelkanal einzufahren.

## Auffinden des Wracks
1976 wurde ein U-Boot-Wrack im Ärmelkanal südlich von Cornwall von der Risdon salvage company bei 49° 31′ N, 5° 17′ W entdeckt. 1997 wurde dies von Tauchern bestätigt. Am 17. Juli 2008 wurde das Wrack bei 49° 31′ N, 5° 17′ W in einer Tiefe von 97 m von der Odyssey Explorer untersucht und als U 650 identifiziert. Als Ursache für den Verlust des U-Boots wird vermutet, dass U 650 im Januar 1945 von einem Hedgehog-Wurfgeschoss mit 35 Pfund Explosivladung und Aufschlagzünder getroffen wurde.